# Grönby församling
Grönby församling var en församling i Lunds stift och i Trelleborgs kommun. Församlingen uppgick 2002 i Anderslövs församling.

## Administrativ historik
Församlingen har medeltida ursprung. 
Församlingen var till 1 maj 1921 moderförsamling i pastoratet Grönby och Anderslöv. Från 1 maj 1920 till 2002 var församlingen annexförsamling i pastoratet Anderslöv och Grönby som från 1962 även omfattade Gärdslövs och Önnarps församlingar samt från 1926 till 1980 Börringe församling. Församlingen uppgick 2002 i Anderslövs församling.

## Kyrkor
- Grönby kyrka